# 科迪·加克波
科迪·马泰斯·哈克波（荷蘭語：Cody Mathès Gakpo，發音：['kɔdi 'ɣɑkpɔ]；1999年5月7日—），荷蘭足球運動員，司職翼鋒，現效力於英超球會利物浦，同時亦是荷蘭國家足球隊成員。是現役足壇最佳翼鋒之一。

## 俱樂部生涯

### PSV埃因霍溫
出生於埃因霍溫，從小就跟隨父親接受足球訓練。在本地球隊EVV Eindhoven AV開始了自己的足球生涯，隨後於2007年轉投PSV燕豪芬青訓學院，並在2016年與球隊簽訂職業合約。
2018/2019賽季，哈克波完成一線隊首秀，一個月後又在對陣熱刺的比賽中完成歐冠首秀。
2019-20赛季，他在荷甲联赛中取得了突破，在25场联赛中录得7个进球和7个助攻。
在2022年KNVB杯决赛中，哈克波为PSV打进了制胜一球。

### 利物浦
2022年12月28日，利物浦官方宣布簽下哈克波，據報轉會費為3,700萬鎊。

## 國家隊生涯
哈克波入選荷蘭U21出戰了2021年歐洲U-21足球錦標賽小組賽，他在6-1大勝匈牙利U21的比賽打進2球，並助攻1次。
2020年夏天他也進入了荷蘭的2020年歐洲杯大名單，並在小組賽和北馬其頓的比賽中替補出場。
2022年世界盃外圍賽，荷蘭主場4-0大勝黑山。第76分鐘，15分鐘前助攻孟菲斯·德佩得分的格普前點拿球後破門得分，這是他在荷蘭國家隊的首球。而本場比賽正是在PSV燕豪芬的主場飛利浦球場進行，加克波也成為21世紀以來第5位在飛利浦球場為荷蘭隊進球的PSV燕豪芬球員。
2022年11月，哈克波獲选入2022年世界盃荷蘭的最終26人名單。
2022年11月22日，哈克波在對塞內加爾的比賽中取得他首個世界盃入球。結果荷蘭以2-0取得2022世界盃決賽周分組賽首勝。
2022年11月26日，對決厄瓜多的比賽時，哈克波在第6分鐘就取得他第二個世界盃入球。

## 榮譽

### 球會
PSV燕豪芬
- 荷兰足球甲级联赛冠军 ：2017–18[8]
- 荷蘭盃冠军 ：2021–22[9]
- 告魯夫盾冠军 ：2021[10]、2022[11]

 利物浦
- 英格蘭超級足球聯賽冠軍：2024–25
- 英格蘭聯賽盃冠军：2023–24

### 個人
- 歐洲國家盃神射手：2024

## 外部連結
- worldfootball.net：科迪·加克波之統計數據 （英文）